# Anne-Caroline Chausson
Anne-Caroline Chausson (n. 8 octombrie 1977, Dijon, Franța) este o ciclistă franceză, medaliată olimpică. A participat la o ediție a Jocurilor Olimpice (2008) în care a câștigat o medalie de aur.

## Participări
Lista de mai jos prezintă principalele competiții la care a participat Anne-Caroline Chausson de-a lungul carierei.
- cycling at the 2008 Summer Olympics – women's BMX[*]